# Estanys de Tristaina

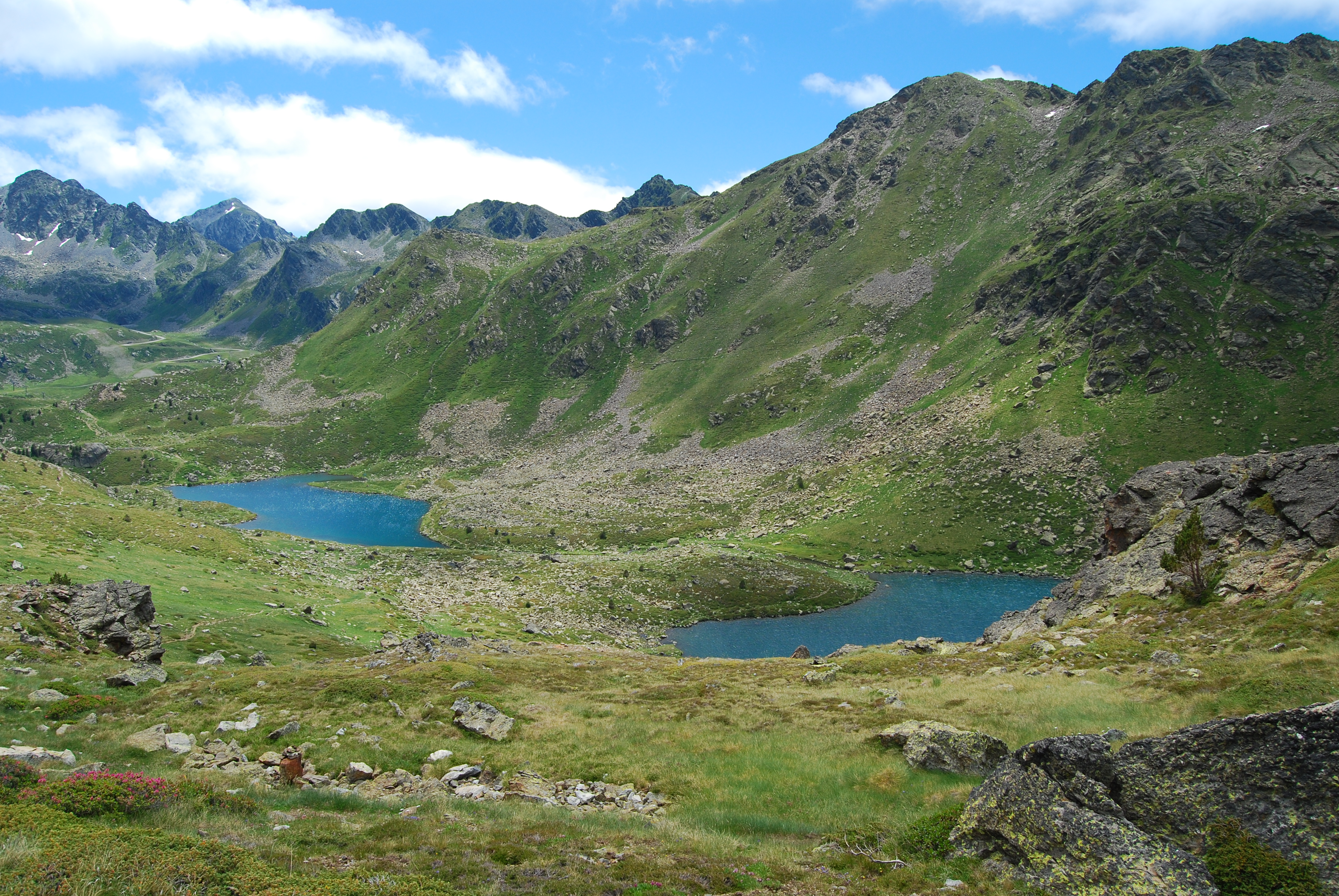
Estany del Mig (esquerra) i Estany de Més Amunt (dreta)

Els estanys de Tristaina són un conjunt de llacs del Principat d'Andorra situats al Circ de Tristaina a la parròquia andorrana d'Ordino a uns 2.306 metres d'altitud.
Està format per tres llacs, l'estany primer, l'estany del mig i l'estany de més amunt.